# Alstromerijevke
Alstromerijevke (lat. Alstroemeriaceae), biljna porodica u redu ljiljanolike. Ime je dobila po najvažnijem rodu alstromerija, a ovaj po Clasu Alströmeru, švedskom prirodoslovcu.
Trajnice. Oko 250 vrsta ove porodice podijeljeno je u četiri roda, to su: Drymophila, Luzuriaga, Alstroemeria i Bomarea.
Porodica je opisana u Analyse des Familles des Plantes 57, 58. 1829.

## Opis
Vrste unutar ove porodice su zeljaste biljke ili penjačice s prepoznatljivim resupinatnim lišćem (U botanici, resupinacija se odnosi na "uvijanje" cvjetova ili listova za oko 180° dok se otvaraju) i cvjetovima skupljenim u štitasti cvat. Rod Bomarea je karakteristična loza visokih andskih planina s jarko obojenim cvjetovima koje oprašuju kolibrići. Alstroemeria, je rod ukrasnih biljaka, koja je rasprostranjena u Novom svijetu od Čilea i Argentine do Meksika.